# Arcadian (film)
Pour les articles homonymes, voir Arcadian.
Pour plus de détails, voir Fiche technique et Distribution.
Arcadian est un film américain-canado-irlandais réalisé par Benjamin Brewer et sorti en 2024.

## Synopsis
Quinze ans après qu'une pandémie ait anéanti la majeure partie de la population et provoqué l'effondrement de la civilisation, Paul vit dans une ferme abandonnée avec ses fils, les jumeaux Joseph et Thomas. Ils travaillent la journée car la nuit, ils doivent s'abriter de monstrueuses créatures photophobes. Thomas est le plus aventurier des deux et aime prendre des risques. Joseph, lui, semble plus intellectuel et tente de trouver des moyens d'améliorer leur quotidien. Thomas est secrètement amoureux de Charlotte Rose, la jeune fille de la ferme voisine. Les créatures rodent aux alentours et ne vont pas les laisser en paix. Un soir, Thomas qui était parti à la ferme des Rose ne rentre pas. Paul décide alors d’aller le chercher et est blessé.

## Fiche technique
- Titre original et français : Arcadian
- Réalisation : Benjamin Brewer
- Scénario : Mike Nilon
- Musique : Kristin Gundred et Josh Martin
- Directeur de la photographie : Frank Mobilio
- Montage : Kristi Shimek
- Décors : Shane McEnroe
- Costumes : Gwen Jeffares Hourie
- Production : Nicolas Cage, Arianne Fraser, Mike Nilon, Braxton Pope et David M. Wulf
- Sociétés de production : Saturn Films, Highland Film Group, Aperture Media Partners et Redline Entertainment
- Sociétés de distribution : RLJE Films (États-Unis, Irlande), Canal+ (France)
- Pays de production :  États-Unis,  Irlande,  Canada
- Genre : horreur, thriller, science-fiction post-apocalyptique, survie
- Durée : 92 minutes
- Dates de sortie[2] :
  - États-Unis : 11 mars 2024 (South by Southwest)
  - États-Unis : 12 avril 2024 (au cinéma)
  - France : 17 août 2024 (diffusion sur Canal+)
- Classification[3] :
  - États-Unis : R

## Distribution
- Nicolas Cage (VF : Nicolas Marié) : Paul
- Jaeden Martell (VF : Tom Trouffier) : Joseph
- Maxwell Jenkins (VF : Hervé Grull) : Thomas
- Sadie Soverall (VF : Isabelle Volpé) : Charlotte
- Joe Dixon (en) (VF : Martial Le Minoux) : M. Rose
- Samantha Coughlan (VF : Claire Vallier) : Mme Rose

## Production
En octobre 2022, Nicolas Cage est annoncé dans le film. Il est rejoint le mois suivant par Jaeden Martell, Maxwell Jenkins et Sadie Soverall.
Le tournage débute à Dublin en Irlande en novembre 2022. Il se déroule également dans le comté de Wicklow. En février 2023, il est annoncé que les prises de vues sont achevées et que le film est en postproduction.

## Sortie et accueil

### Dates de sortie
Arcadian est présenté en avant-première au festival South by Southwest à Austin le 11 mars 2024. Il sort ensuite dans les salles nord-américaines le 12 avril 2024, avant sa diffusion sur les plateformes Shudder et AMC+
En France, le film est diffusé le 17 août 2024 sur Canal+ puis disponible sur MyCanal.

### Critique
Sur le site d'agrégation de critiques Rotten Tomatoes, le film obtient 77% d'avis favorables, pour 115 critiques et une note moyenne de 6,4⁄10. Le consensus suivant résumé les avis collectés : « Mené par un trio de performances fortes, Arcadian mélange drame familial et horreur post-apocalyptique pour un effet viscéral et émouvant. » Sur le site Metacritic, qui utilise une moyenne pondérée, le film obtient la note de 57⁄100 pour 23 critiques.
Mathieu Jaborska du site français Écran Large résume sa critique : « Un survival familial post-apocalyptique tout ce qu’il y a de plus générique, exception faite de ses créatures mi- glauques mi-cartoonesques, qui auraient mérité de fait plus d’espace. »
En France, le doublage de Nicolas Cage n'est pas assuré par Dominique Collignon-Maurin, ce qui est vivement critiqué.